# Franz Xaver Barth

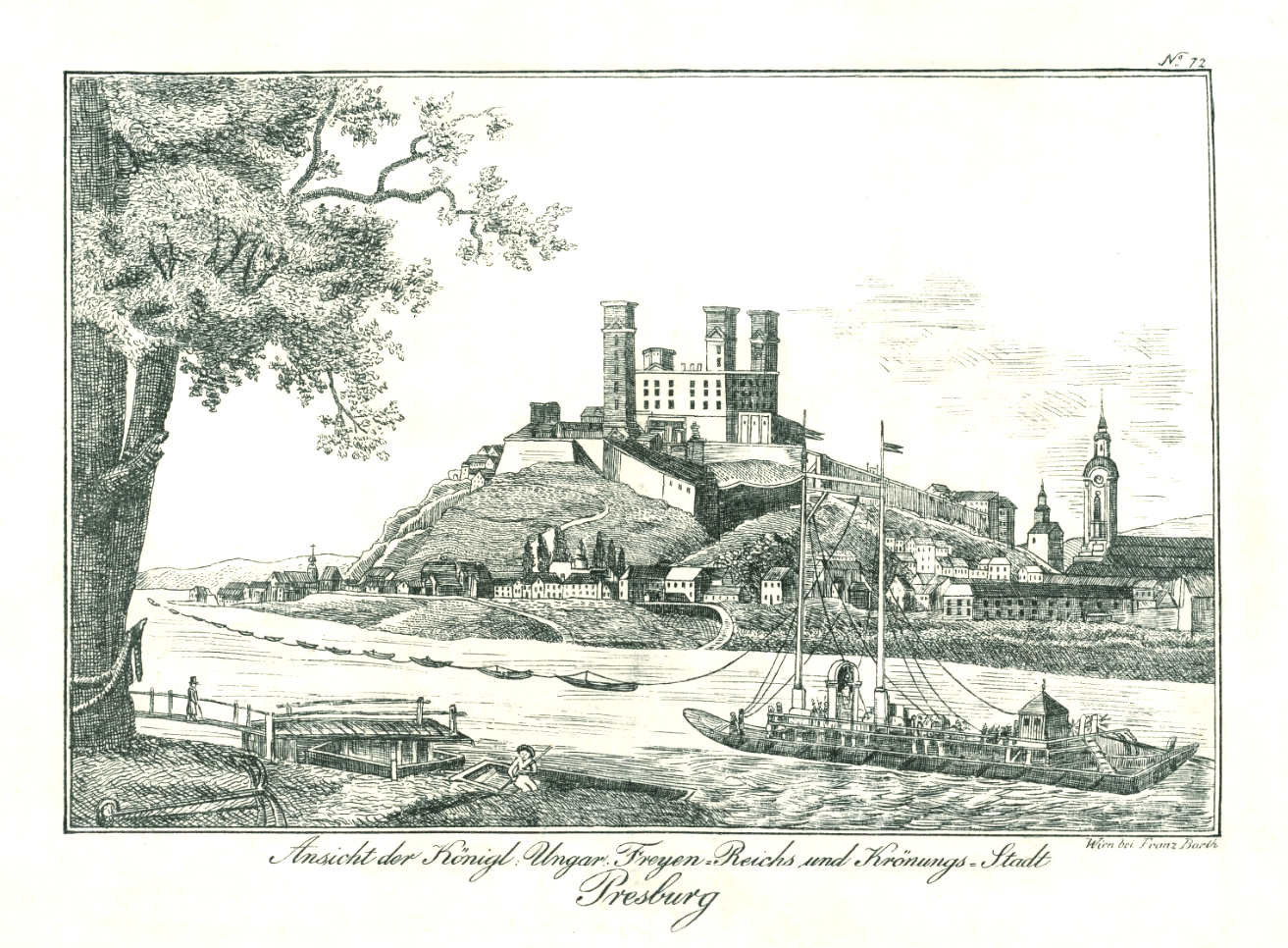
Pressburg

Franz Xaver Barth (* 12. Januar 1821 in Velden; † 19. Februar 1894 in München) war ein in Bayern tätiger Historienmaler und Freskant.

## Leben
Barth studierte ab dem 6. April 1837 an der Königlichen Akademie der Künste in München bei Peter von Cornelius und später bei Julius Schnorr von Carolsfeld, dem er bei der Ausführung des letzten Nibelungensaales in der königlichen Münchener Residenz half.
Gemeinsam mit Christoph Friedrich Nilson, Michael Echter, Augustin Palme und Alois Süßmayr war er bei der Ausführung von Fresken nach Wilhelm von Kaulbachs Entwürfen in der neuen Pinakothek tätig.
Im Münchener Hoftheater schuf er in den Deckenfeldern des Zuschauerraumes die Figuren der neun Musen.
Mit Johann Georg Hiltensperger malte er den Zyklus von fünfzehn Bildern in Enkaustik für das Eremitage-Museum in Sankt Petersburg.
In der historischen Galerie des Bayerischen Nationalmuseums schuf er vier große Freskem mit kriegerischen und friedlichen Szenen aus dem Leben der bayrischen Fürsten.
Franz Xaver Barth half Moritz von Schwind bei der Ausführung von Temperabildern in der Wiener Staatsoper.
Franz Xaver Barth malte auch Ölbilder meist auf religiöse Themen, darunter viele Altarblätter.
Im Auftrag von König Ludwig II. von Bayern malte Barth im Saal der Burg Trausnitz bei Landshut eine die Künste beschützende „Bavaria“.
In der Heilig-Geist-Kirche in Landshut schuf er sieben Fresken mit den „Werken der Barmherzigkeit“.
Er lieferte auch Entwürfe an die Münchener Glasmalereianstalt von Joseph Gabriel Mayer und Franz Xaver Zettler.

## Grabstätte

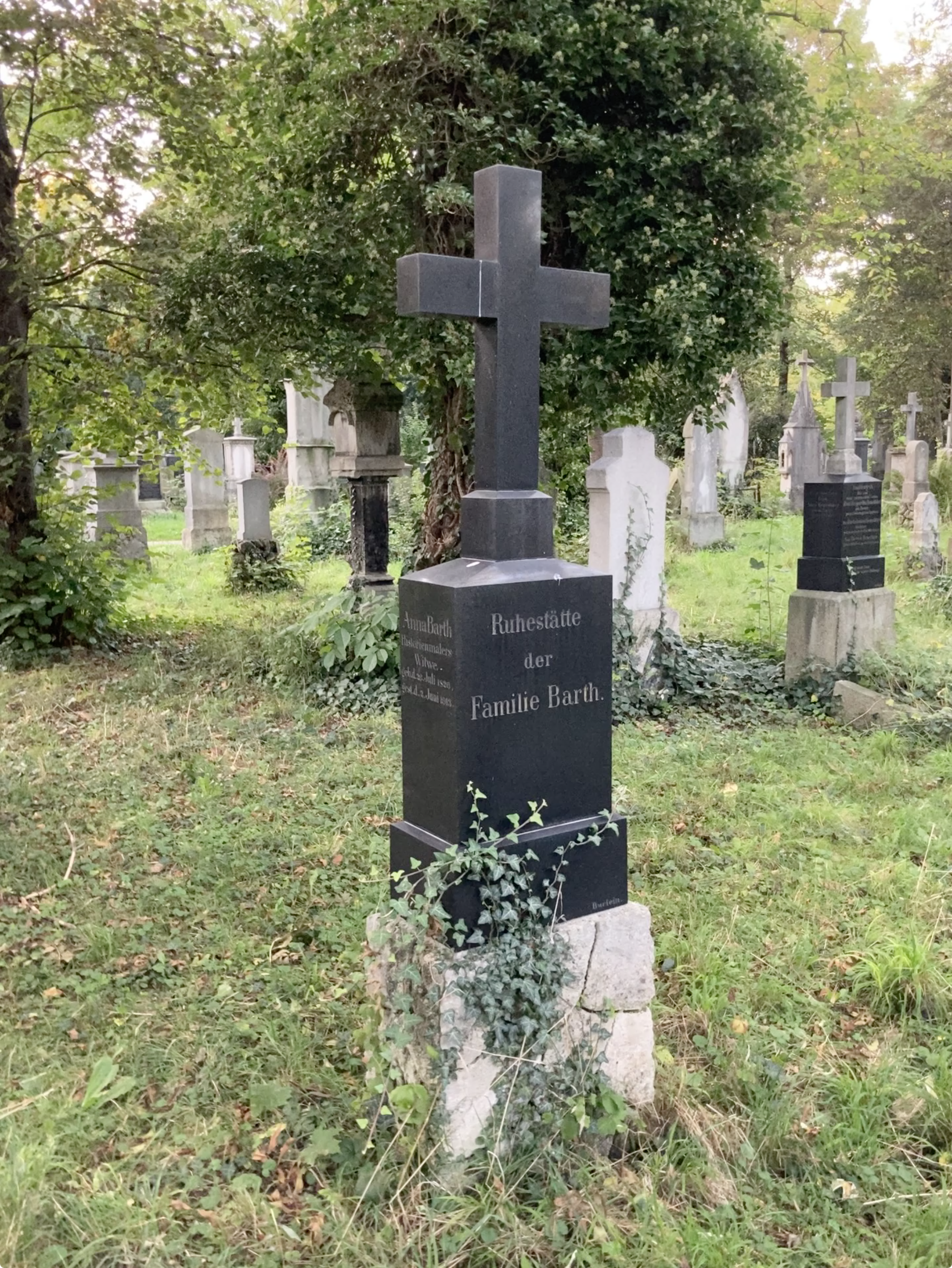
Grab Alter Südlicher Friedhof in München

Barth starb 1894 im Alter von 73 Jahren in München. Die Grabstätte befindet sich auf dem Alten Südlichen Friedhof in München (Gräberfeld 40 – Reihe 5 – Platz 18) Standort. In dem Grab liegt auch Barths Ehefrau Anna Barth (* 26. Juli 1826 † 2. Juni 1913).